# S.O.S. Lutezia
S.O.S. Lutezia (Si tous les gars du monde) è un film del 1956 diretto da Christian-Jaque.

## Trama
L'equipaggio del peschereccio Lutezia viene colpito da una strana infezione mentre si trovano nell'oceano Atlantico. L'unico mezzo per chiedere aiuto è la radio, ma la nave è troppo lontana dalla costa e bisogna quindi appoggiarsi a vari radio amatori per raggiungere Parigi e cercare di capire cosa ha provocato questa infezione.
Una volta scoperta la ragione dell'infezione, sorge il nuovo problema di come recapitare il vaccino. Di nuovo grazie ad altri radioamatori, si forma infine una catena di solidarietà che attraversa anche la cortina di ferro e che porterà in salvo l'intero equipaggio.

## Riconoscimenti
- 1956 - Festival internazionale del cinema di Karlovy Vary
  - Globo di Cristallo